# Zygota soluta
Zygota soluta är en stekelart som först beskrevs av Jean-Jacques Kieffer 1907.  Zygota soluta ingår i släktet Zygota, och familjen hyllhornsteklar. Arten är reproducerande i Sverige.